# العلاقات السورية المدغشقرية
العلاقات السورية المدغشقرية هي العلاقات الثنائية التي تجمع بين سوريا ومدغشقر.

## مقارنة بين البلدين
هذه مقارنة عامة ومرجعية للدولتين:
| وجه المقارنة                                              | سوريا                    | مدغشقر                          |
| --------------------------------------------------------- | ------------------------ | ------------------------------- |
| المساحة (كم2)                                             | 185.18 ألف               | 587.04 ألف                      |
| عدد السكان (نسمة)                                         | 18.27 مليون              | 25.57 مليون                     |
| الكثافة السكانية (ن./كم²)                                 | 98.66                    | 43.56                           |
| العاصمة                                                   | دمشق                     | أنتاناناريفو                    |
| اللغة الرسمية                                             | اللغة العربية            | اللغة الملغاشية، اللغة الفرنسية |
| العملة                                                    | ليرة سورية               | أرياري مدغشقري                  |
| الناتج المحلي الإجمالي (بليون دولار)                      | 60.20 مليار              | 11.50 مليار                     |
| الناتج المحلي الإجمالي (تعادل القوة الشرائية) بليون دولار |                          | 35.51 مليار                     |
| الناتج المحلي الإجمالي الاسمي للفرد دولار أمريكي          |                          | 401                             |
| الناتج المحلي الإجمالي للفرد دولار أمريكي                 |                          | 1.44 ألف                        |
| مؤشر التنمية البشرية                                      | 0.594                    | 0.510                           |
| رمز المكالمات الدولي                                      | +963                     | +261                            |
| رمز الإنترنت                                              | .sy                      | .mg                             |
| المنطقة الزمنية                                           | ت ع م+02:00، ت ع م+03:00 | ت ع م+03:00                     |

## منظمات دولية مشتركة
يشترك البلدان في عضوية مجموعة من المنظمات الدولية، منها:
| علم المنظمة | اسم المنظمة                               | تاريخ انضمام سوريا | تاريخ انضمام مدغشقر |
| ----------- | ----------------------------------------- | ------------------ | ------------------- |
|             | مؤسسة التنمية الدولية                     | 28 يونيو 1962      | 25 سبتمبر 1963      |
|             | يونسكو                                    | 16 نوفمبر 1946     | 10 نوفمبر 1960      |
|             | وكالة ضمان الاستثمار متعدد الأطراف        | 14 مايو 2002       | 8 يونيو 1988        |
|             | الأمم المتحدة                             | 24 أكتوبر 1945     | 20 سبتمبر 1960      |
|             | الاتحاد البريدي العالمي                   | ?                  | ?                   |
|             | البنك الدولي للإنشاء والتعمير             | 10 أبريل 1947      | 25 سبتمبر 1963      |
|             | الاتحاد الدولي للاتصالات                  | 12 يناير 1924      | 11 مايو 1961        |
|             | منظمة حظر الأسلحة الكيميائية              | ?                  | ?                   |
|             | مؤسسة التمويل الدولية                     | 28 يونيو 1962      | 27 سبتمبر 1963      |
|             | المركز الدولي لتسوية المنازعات الاستشارية | 24 فبراير 2006     | 14 أكتوبر 1966      |
|             | منظمة الشرطة الجنائية الدولية             | ?                  | ?                   |